# هورتن
هورتِن (بالنرويجية: Horten) هي مدينة وبلدية في مقاطعة فيستفولد، النرويج، تقع على طول خليج أوسلو. المركز الإداري للبلدية هي مدينة هورتن، وتضم البلدية مدينة أوسغوردستراند، وقرى بوره، وسكوبوم، ونيشيركه. ويرجع سبب تسمية المدينة (منذ عام 1552) إلى مزرعة قديمة بنفس الاسم.
تعتبر حدائق Borrehaugene أهم مناطق الجذب في هورتِن وأول المتنزهات الوطنية في النرويج. تضم المدينة كذلك عدة متاحف مثل المتحف البحري الملكي ومتحف التصوير الفوتوغرافي، بها أيضا أحد فروع الحرم الجامعي لجامعة جنوب شرق النرويج.

## توأمة
لهورتن اتفاقيات توأمة مع:
- لوفيسا

## أعلام
- فرانسيس هاغروب
- يوحنا سميث
- مارتن سييم
- غريت ريتر هاسل
- ميخائيل بولسين
- بير بريديسين
- كارل فريدريك غريفين دوز